# Billie Lourd
Billie Catherine Lourd (Los Ángeles, California, Estados Unidos; 17 de julio de 1992), es una actriz estadounidense. Es conocida por interpretar a Chanel #3 en la serie de comedia de terror de Fox Scream Queens (2015-2016) y por sus papeles en la serie antológica de terror de FX American Horror Story (2017-presente). También aparece como la teniente Connix en la trilogía de secuelas de Star Wars (2015-2019). Lourd es la única hija de la actriz Carrie Fisher.

## Primeros años
Billie Catherine Lourd nació el 17 de julio de 1992 en Los Ángeles, California, hija única de la actriz Carrie Fisher y el agente de talentos Bryan Lourd. Lourd también es la única nieta de la actriz Debbie Reynolds y el cantante Eddie Fisher, y sobrina de Todd Fisher, Joely Fisher y Tricia Leigh Fisher, todos ellos trabajadores del mundo del espectáculo. Tiene una hermana, Ava, del matrimonio de su padre con Bruce Bozzi, a quien su padre adoptó legalmente. Por parte de su madre, es de ascendencia judía rusa y escocesa-irlandesa/inglesa. Su madrina es la actriz Meryl Streep. El escritor Bruce Wagner es el padrino de Lourd.
Lourd se crio en Los Ángeles y fue vecina de la infancia y amiga íntima de Frances Bean Cobain, hija de Kurt Cobain y Courtney Love. Lourd asistió a la escuela secundaria en Harvard-Westlake School en Los Ángeles. En 2008, fue debutante en Le Bal des débutantes en el Hôtel de Crillon en París. Fue vestida por Chanel para la ocasión.
Se graduó con un título de diseño propio en «Arte y Negocios como Religión» de la Escuela Gallatin de Estudios Individualizados de la Universidad de Nueva York, en 2014.

## Carrera

### 2015-2019: Primeros papeles
Lourd interpretó el papel de la teniente Connix en la secuela de Star Wars de 2015, The Force Awakens. En The Ellen DeGeneres Show en 2017, dijo que audicionó para el papel principal de Rey, que finalmente fue para Daisy Ridley. Lourd también apareció en la segunda entrega, Star Wars: The Last Jedi (2017), y la tercera, Star Wars: The Rise of Skywalker (2019). Lourd también interpretó al personaje de su madre durante un breve flashback en la película en el que su rostro fue reemplazado digitalmente por la imagen de Fisher, usando imágenes de Return of the Jedi.

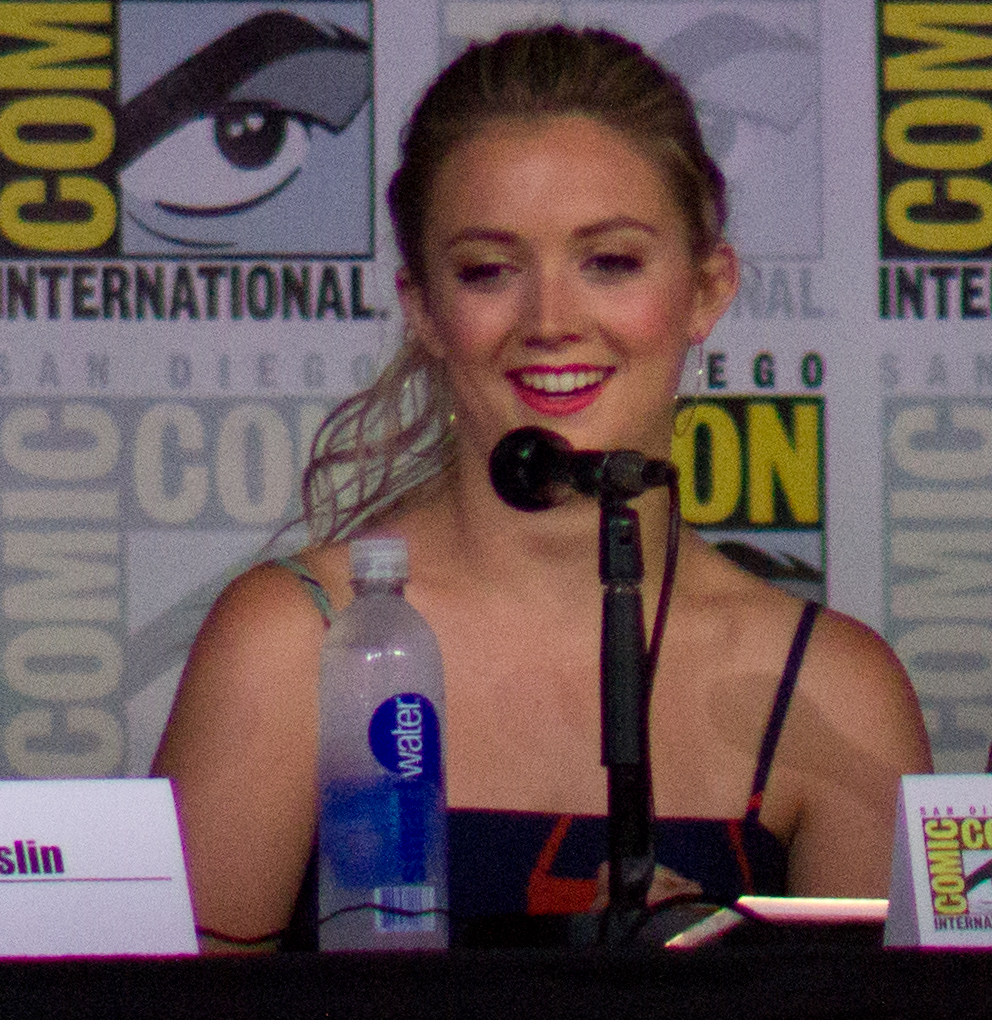
Lourd en la Convención Internacional de Cómics de San Diego de 2016.

En febrero de 2015, Lourd fue elegida para la serie de comedia de terror de Fox Scream Queens. El personaje de Lourd, una chica de fraternidad rica y descontenta conocida como Chanel #3, usa orejeras como homenaje al icónico peinado de «bollos de canela» de Fisher de la película original de Star Wars. En diciembre de 2015, Lourd habló sobre su reunión inicial con el creador de Scream Queens, Ryan Murphy:

«Pensé que quería que hiciera una audición, así que me relajé y me tomé la noticia con mucha naturalidad. No pensé que quisiera contratarme, sabía que no funcionaban así las cosas. Al día siguiente, me dijeron: '¿Recuerdas esa oferta por la que no parecías muy emocionada? Es una oferta, no una audición'. Me volví loca. ¡No sabía cómo lo estaba haciendo! La semana siguiente estaba en Nueva Orleans».

En diciembre de 2015, Lourd se unió al elenco de la película biográfica estadounidense Billionaire Boys Club, en el papel de Rosanna, el interés amoroso de Kyle Biltmore. La película se estrenó el 17 de julio de 2018. Su estreno se pospuso debido a las denuncias de acoso sexual cometidas por el actor Kevin Spacey, quien protagoniza la película. En 2016, Lourd regresó a Scream Queens para su segunda temporada. Se unió al elenco de American Horror Story en el papel de Winter Anderson para la séptima temporada de la serie. También interpretó a Linda Kasabian, una exmiembro del culto de la Familia Manson. Regresó a American Horror Story para su octava temporada, Apocalypse, interpretando a Mallory, una poderosa bruja.

### 2019-presente: Éxito continuo
En 2019, Lourd interpretó a Gigi en Booksmart, una película de comedia de secundaria dirigida por Olivia Wilde. Lourd también regresó a American Horror Story para su novena temporada, 1984, interpretando a Montana Duke, una entusiasta del punk rock aeróbico. Murphy declaró que su trabajo en 1984 lo impresionó tanto que decidió escribirle a Lourd su propia miniserie. Apareció en el noveno episodio de la undécima y última temporada de la comedia de NBC Will & Grace como Fiona, la nieta del personaje que su abuela en la vida real, Debbie Reynolds, interpretó durante la emisión original del programa. En diciembre de 2019, Lourd apareció en un comercial de televisión con temática navideña para Old Navy.
En 2021, Lourd regresó a American Horror Story para la décima temporada de la serie como Lark Feldman, una misteriosa tatuadora y dentista. Al año siguiente, protagonizó la comedia romántica Ticket to Paradise junto a Julia Roberts y George Clooney. También regresó a American Horror Story para su undécima temporada como Hannah Wells, una bióloga que estudia una cepa viral en la ciudad de Nueva York. Más tarde protagonizó a Audrey en la comedia transatlántica And Mrs dirigida por Daniel Reisinger. Lourd también tuvo un papel recurrente en la duodécima temporada de American Horror Story.

## Vida personal
Lourd comenzó a salir con el actor Austen Rydell a principios de 2016. Durante una breve separación de Rydell, salió con el actor y coprotagonista de Scream Queens Taylor Lautner entre diciembre de 2016 y julio de 2017. Más tarde en 2017, Lourd y Rydell se reconciliaron. Se comprometieron en junio de 2020 y su hijo nació en septiembre de 2020. Se casaron en marzo de 2022. En diciembre de 2022, Lourd tuvo su segundo hijo, una niña.
A través de su matrimonio con Rydell, Lourd es nuera del actor Christopher Rydell, y nieta política del director Mark Rydell y la actriz Joanne Linville.

## Filmografía
| Año  | Título                                              | Rol              | Notas      |
| ---- | --------------------------------------------------- | ---------------- | ---------- |
| 2015 | Star Wars: Episodio VII - El despertar de la Fuerza | Kaydel Ko Connix |            |
| 2017 | Star Wars: Episodio VIII - Los últimos Jedi         | Kaydel Ko Connix |            |
| 2018 | Billionaire Boys Club                               | Rosanna Ricci    |            |
| 2019 | Booksmart                                           | Gigi             |            |
| 2019 | Star Wars: Episodio IX - El ascenso de Skywalker    | Kaydel Ko Connix |            |
| 2022 | Ticket to Paradise                                  | Wren Butler      |            |
| 2022 | Wildflower                                          | —                | Productora |
| 2024 | The Last Showgirl                                   | Hannah           |            |
| 2025 | Pitufos                                             | Pitufo Preocupón |            |

| Año       | Título                                | Rol                       | Notas                                  |
| --------- | ------------------------------------- | ------------------------- | -------------------------------------- |
| 2015–2016 | Scream Queens                         | Sadie Swenson / Chanel #3 | Elenco principal; 23 episodios         |
| 2017      | American Horror Story: Cult           | Winter Anderson           | Elenco principal; 10 episodios         |
| 2017      | American Horror Story: Cult           | Linda Kasabian            | Episodio: «Charles (Manson) in Charge» |
| 2018      | American Horror Story: Apocalypse     | Mallory                   | Elenco principal; 8 episodios          |
| 2019      | American Horror Story: 1984           | Montana Duke              | Elenco principal; 9 episodios          |
| 2020      | Will & Grace                          | Fiona Adler               | Episodio: «Bi-plane»                   |
| 2021      | American Horror Stories               | Liv Whitley               | Episodio: «BA'AL»                      |
| 2021      | American Horror Story: Double Feature | Leslie «Lark» Feldman     | 2 episodios                            |
| 2022      | American Horror Story: New York City  | Hannah Wells              | Elenco principal; 7 episodios          |
| 2023      | Strange Planet                        | Loud Teen                 | Voz; 2 episodios                       |
| 2023      | American Horror Story: Delicate       | Ashley                    | Elenco recurrente                      |